# Hungarian Rock (Chaconne)
Hungarian Rock (Chaconne), o Hungarian Rock, es una pieza para clavecín del compositor György Ligeti escrita en 1978. Se trata de una de las obras más conocidas de Ligeti.

## Contexto histórico
Hungarian Rock fue escrita en mayo de 1978. En la década de 1960, el rock estaba prohibido en Hungría, y había una política censora sobre la música que tuviera ideas antigubernamentales. Asimismo, la chacona (como danza popular de los siglos XVI y XVII) era considerada inmoral en esa época. En este sentido, Ligeti pudo haber escrito esta obra como un mensaje político.

## Estructura y forma
Hungarian Rock está escrita como chacona, una danza y forma musical en el que un tema musical es variado, usando patrones de acordes repetidos, mientras se toca un tema de manera simultánea el cual se va modificando. Asimismo, guarda una relación con la música rock y el jazz, pues en estos géneros musicales del siglo XX también se repiten patrones armónicos de manera similar a la forma chacona. El mismo compositor señala que la obra también tiene algo de influencia de los ritmos latinoamericanos a partir de una búsqueda en ritmos asimétricos:

Durante muchos años he estado interesado en los ritmos asimétricos, que Bartok llamó ritmos búlgaros ... Estas formaciones rítmicas asimétricas han estado muy en línea con mi búsqueda de nuevas soluciones rítmicas ... [Hungarian Rock] tiene un poco de influencia de ritmo latinoamericano. Pero se derivó del semi-folclore comercial de América del Sur y Central y de la música pop y el jazz.
György Ligeti

La pieza tiene una duración de unos 5 minutos, y tiene un formato de dos partes. El compás está marcado como 9
8 (5
8 + 4
8), aunque en la izquierda está marcada como 2
8 + 2
8 + 3
8 + 2
8. Este patrón rítmico crea un ostinato constante de cuatro compases que se va repitiendo durante toda la pieza.
La pieza está escrita para un clavecín con dos manuales.

## Grabaciones
- Eva Nordwall. Cembalo. György Ligeti, Scott Joplin, Bohuslav Martinů, Hans Holewa. Eva Nordwall, clavecín. Caprice Records, 1982[4]
- Gyorgy Ligeti Edition Vol 5 - Mechanical Music, 1997. Track 2, Pierre Charial (organillo).[5]
- Gyorgy Ligeti Edition Vol 6 - Keyboard Works, 1997. Track 9, Élisabeth Chojnacka (clavecín).[6]
- Ligeti: Works for Piano & Cembalo. Erika Haase, clavecín. col legno, 2000.[7]